# Списак места Светске баштине у Белорусији
Организација Уједињених нација за образовање, науку и културу (УНЕСKО) означава и штити локалитете светске баштине. Ови локалитети имају универзалну вредност, као културна или природна баштина. Локалитете номинује земаља потписнице Конвенције о Светској баштини УНЕСКО-а, установљене 1972. године. Културно наслеђе се састоји од споменика (као што су архитектонска дела, монументалне скулптуре или натписи), групе зграда и локалитета (укључујући археолошка налазишта). Природне карактеристике (које се састоје од физичких и биолошких формација), геолошке и физиографске формације (укључујући станишта угрожених врста животиња и биљака), природни локалитети који су важни са становишта науке, очувања или природне лепоте, дефинишу се као природне наслеђе. Белорусија је потписала конвенцију 12. октобра 1988. године, чиме су њена природна и историјска места испунила услове за уврштавање на листу.

У Белоруји постоје 4 локалитета које је заштитио УНЕСКО. Први заштићени локалитет била је Бјаловјешка шума (1992), што представља проширење претходно заштићеног локалитета који је заштитила Пољска 1979. Ово је једни природни локалитет светске баштине у земљи, док су преостала три културна. Поред Бјаловјешке шуме, Струвеов геодетски лук је такође транснационални локалитет који је део светске баштине десет земаља. Белорусија је такође уписала шест локалитета на свој прелиминарни списак.

## Списак локалитета
УНЕСКО сврстава локалитете под десет критеријума; сваки локалитет мора да испуњава барем један од критеријума. Критеријуми од I до VI су културни, а од VII до X су природни.
| Локалитет                                                               | Фотографија                                                              | Локација                            | Година уписа | УНЕСКО подаци               | Опис |
| ----------------------------------------------------------------------- | ------------------------------------------------------------------------ | ----------------------------------- | ------------ | --------------------------- | --- |
| Бјаловјешка шума*                                                       | Forest scenery, some broken trees                                        | Брестска иГродњенска област         | 1992.        | 33ter; vii (природа)        | Бјаловјешка шума представља велики шумско пространство које укључујеобимне остатке прашума. Налази се на граници између Пољске и Белорусије. Ово је пример копненог екосистема мешовитих шума централне Европе, са бројним придруженим стаништима изван шума, као што су ливаде, речне долине и друга мочварна подручја. Ово подручје је станиште највеће популације европског бизона у дивљини, као и вукова, рисова и видри. Пољски сегмент локалитета први пут је уписан на Листу светске баштине 1979. године. Белоруска страна Бјаловејшке шуме, придружена је заједничком локалитету 1992. године. Током 2014. године дошло је до значајног проширења заштићеног подручја. |
| Мирски замак                                                            | Red brick castle with several towers                                     | Гродњенска област                   | 2000.        | 625; ii, iv (култура)       | Мирски замак налази се на простору са бурном историјом, која је утицала на његов развој. Градња је започета крајем 15. века у готском стилу. Касније је више пута дограђиван под утицајем ренесансне и барокне архитектуре. Дворац је претрпео велика оштећења током Наполеонових ратова а обновљен је крајем 19. столећа. |
| Струвеов геодетски лук*                                                 | A stone pillar with the inscription about the site. Trees behind.        | Брестска област и Гродњенска област | 2005.        | 1187; ii, iii, vi (култура) | Струвеов геодетски лук представља серију триангулационих тачака које се протежу на удаљености од 2.820 km, од Хамерфеста у Норвешкој до Црног мора. Ове тачке су успостављене током мерења које је спровео астроном Фридрих Георг Вилхелм фон Струве, који је први прецизно измерио дугачак сегмент једног меридијана а тиме и величину и облик Земље. Првобитно је било 265 тачака, а Унесков локалитет Светске баштине обухвата 34 тачке у десет земаља: Норвешка, Шведска, Финска, Русија, Естонија, Летонија, Литванија, Белорусија, Молдавија, Украјина), од чега се пет налази у Белорусији. Део локалитета у Тупишкој је приказан на фотографији.                         |
| Архитектонски, стамбени и културни комплекс породице Радзивиљ у Несвижу | Palace courtyard surrounded with yellow buildings. A well in the middle. | Минска област                       | 2005.        | 1196; ii, iv, vi (култура)  | Дворац у Несвижу био је породично седиште династије Радзивиља, који су изградили дворац и одржавали га од 16. века до 1939. године. Радзивиљи су били познати као мецене уметника и научника. У Несвиж су позивали уметнике, занатлије и архитекте. Ове размене омогућиле су пренос уметничких и архитектонских токова из јужне и западне Европе ка централној и источној Европи. Комплекс обухвата стамбени дворац и маузолеј-цркву Корпус Кристи, као и уређену целину парка која их окружује. |

## Прелиминарни списак
Поред локалитета уписаних на листу светске баштине, државе чланице могу да одржавају прелиминарни списак локалитета, који касније могу да буду размотрени за званичну номинацију и заштиту. Номинације за укључење на списак светске баштине се прихватају само ако је локалитет претходно био наведен на прелиминарној листи. Белорусија је уписала шест локалитета на прелиминарну листу.
| Локалитет                                                                             | Фотографија                                                          | Локација                            | Година уписа | УНЕСКО подаци        | Опис |
| ------------------------------------------------------------------------------------- | -------------------------------------------------------------------- | ----------------------------------- | ------------ | -------------------- | --- |
| Аугустов Канал*                                                                       | River canal, vegetation on both sides                                | Гродњенска област                   | 2004.        | i, ii (култура)      | Аугустовски канал изграђен је у периоду од 1823. до 1839. године како би се обезбедила директна веза између две велике реке, реке Висле (преко реке Бебже, притоке реке Нарев) и реке Њемен (преко њене притоке — реке Чарна Хањча). Поред тога, канал је омогућавао повезивање са Црним морем на југу, преко Огинског канала, реке Западне Двине, Березинског канала и реке Дњепар. Тиме су трговачки путеви могли да заобиђу територију Источне Пруске, која је претходно увела високе царинске намете за проток пољске и литванске робе преко своје територије. Наслеђе канала у домену технике и технологије укључује: преводнице, бране, теглеће стазе, као и путеве и мостове. Данас се канал налази на територији Белорусије и Пољске, што потенцијални локалитет светске баштине чини прекограничном. |
| Црква Преображења и Саборна црква Свете Софије у граду Полоцку                        | White church with green roof and two bell towers, side view          | Витепска област                     | 2004.        | i, ii (култура)      | Црква Преображења Спаситеља саграђена је између 1152. и 1161. године у стилу Кијевске Русије, по наредби кнегиње Свете Јефросиније Полоцке. У периоду од 16. до 19. столећа, цркву су користили исусовци. Саборна црква Свете Софије првобитно је изграђена у 11. веку али је обнављана након пожара 1447. године и поново у 18. столећу, након Великог северног рата, овог пута у барокном стилу. Главни део фасаде је украшена у рококо стилу. |
| Каложа црквау граду Гродно                                                            | Church made of brick and stone, side view                            | Гродњенска област                   | 2004.        | i, ii (култура)      | Црква је саграђена осамдесетих година 12. века од опеке и камена. Током наредних столећа била је више пута обнављана. Делимично је страдала услед одрона високе обале реке Њемен, на којој је смештена. Од првобитне грађевине очувана су два зида, три апсиде и два стуба. Црква је и данас активан верски објекат. |
| Објекти за богослужење архитектуре налик тврђавама, у Белорусији, Пољској и Литванији | White and red church with two bell towers, side view                 | Гродњенска област и Витепска област | 2004.        | i (култура)          | Номинација тренутно обухвата три утврђене цркве у Белорусији: Цркву Рођења Пресвете Богородице у Мураванки (на слици), Цркву Светог Архангела Михаила у Синкавичима и Цркву Светог Јована Крститеља у Камају. Цркве су изграђене у 16. и 17. столећу. Више пута су обнављане због оштећења насталих у ратовима или пожарима. |
| Сакралне грађевине од дрвета (17—18. столеће) у Полесју                               | Blue wooden church with a single bell tower in the middle, side view | Брестска област                     | 2004.        | i, ii, iii (култура) | Номиновани локалитет обухвата архитектуру здања направљених од дрвета, у региону Полесје, где је дрво вековима било основни грађевински материјал. У 17. и 18. столећу развиле су се две школе полеске архитектуре: западнополеска и источнополеска. Пример је Црква Светог Никите у Ждитову (на фотографији), која је изграђена 1502. године а касније је проширивана. |
| Споменици херојима Великог отаџбинског рата: Брестовска тврђава и Мамајев Курган*     | Monument to a soldier with a brick fortress in the background        | Брестска област                     | 2024.        | ii, iv, vi (култура) | Номинација обухвата два спомен-комплекса посвећена Великом отаџбинском рату, односно Источном фронту Другог светског рата: Брестску тврђаву у Белорусији и Мамajeв Курган у Русији. Брестска тврђава била је мета немачке опсаде 1941. Спомен-комплекс је изграђен крајем шездесетих и почетком седамдесетих година 20. столећа. Уметнички, комплекс комбинује естетику антике и модерног доба како би приказао осећања родољубља, жртвовања, херојства и жалости за погинулима. Оба спомен-комплекса дала су значајан допринос развоју херојског совјетског уметничког стила који је постао доминантан у социјалистичким земљама. |